# Quentin Lafargue
Quentin Lafargue (Bordeaux, 17 novembre 1990) è un pistard francese, campione del mondo 2019 nel chilometro a cronometro e vincitore di quattro titoli europei Elite.

## Palmarès

### Pista
- 2007 (Juniores)

Campionati europei, Velocità a squadre Junior (con Charlie Conord e Thierry Jollet)
- 2008 (Juniores)

Campionati del mondo, Velocità a squadre Junior (con Charlie Conord e Thierry Jollet)
Campionati del mondo, Chilometro a cronometro Junior
Campionati del mondo, Velocità Junior
Campionati europei, Velocità a squadre Junior (con Charlie Conord e Thierry Jollet)
Campionati europei, Chilometro a cronometro Junior
Campionati europei, Velocità Junior
- 2010

GP St. Denis, Corsa a punti
Campionati francesi, Chilometro a cronometro
Campionati europei, Chilometro a cronometro Under-23
- 2011

Campionati europei, Chilometro a cronometro Under-23
Campionati francesi, Chilometro a cronometro
Campionati francesi, Keirin
- 2012

Campionati europei, Chilometro a cronometro Under-23
Campionati francesi, Keirin
- 2013

Campionati francesi, Keirin
Fenioux Piste, Velocità a squadre (con Grégory Baugé e Michael D`Almeida)
Glasgow - Revolution, Keirin
- 2014

GP Germany, Keirin
Fenioux Trophy Piste, Chilometro a cronometro
Campionati francesi, Velocità
- 2015

3ª prova Coppa del mondo 2014-2015, Velocità a squadre (Cali, con Grégory Baugé e Kévin Sireau)
Trofeu CAR, Velocità (Anadia)
Trofeu Car, Keirin (Anadia)
Campionati francesi, Velocità
- 2016

Fenioux Piste, Keirin
Trofeu Car, Omnium (Anadia)
Campionati francesi, Chilometro a cronometro
Campionati francesi, Velocità
Campionati europei, Chilometro a cronometro
- 2017

Sprint Meeting, Keirin
Campionati europei, Velocità a squadre (con Benjamin Édelin e Sébastien Vigier)
- 2019

Campionati del mondo, Chilometro a cronometro
Campionati francesi, Chilometro a cronometro
Campionati europei, Chilometro a cronometro
- 2020

6ª prova Coppa del mondo 2019-2020, Keirin (Milton, con Quentin Caleyron e Florian Grengbo)
- 2021

Campionati francesi, Corsa a eliminazione
Campionati francesi, Chilometro a cronometro
- 2022

Campionati europei, Inseguimento a squadre (con Thomas Boudat, Thomas Denis, Valentin Tabellion e Benjamin Thomas)

## Piazzamenti

### Competizioni mondiali
- Campionati del mondo

Aguascalientes 2007 - Velocità a squadre Junior: 2º
Aguascalientes 2007 - Velocità Junior: 15º
Aguascalientes 2007 - Chilometro a cronometro Junior: 4º
Città del Capo 2008 - Velocità a squadre Junior: vincitore
Città del Capo 2008 - Chilometro a cronometro Junior: vincitore
Città del Capo 2008 - Velocità Junior: vincitore
Pruszków 2009 - Chilometro a cronometro: 9º
Ballerup 2010 - Chilometro a cronometro: 14º
Apeldoorn 2011 - Chilometro a cronometro: 6º
Melbourne 2012 - Chilometro a cronometro: 6º
Minsk 2013 - Chilometro a cronometro: 12º
Minsk 2013 - Keirin: 13º
Minsk 2013 - Velocità: 14º
Saint-Quentin-en-Yvelines 2015 - Chilometro a cronometro: 4º
Saint-Quentin-en-Yvelines 2015 - Velocità: 3º
Londra 2016 - Chilometro a cronometro: 3º
Londra 2016 - Velocità: 19º
Hong Kong 2017 - Velocità a squadre: 3º
Hong Kong 2017 - Keirin: 13º
Hong Kong 2017 - Chilometro a cronometro: 2º
Apeldoorn 2018 - Velocità a squadre: 3º
Apeldoorn 2018 - Keirin: 25º
Apeldoorn 2018 - Chilometro a cronometro: 4º
Pruszków 2019 - Velocità a squadre: 2º
Pruszków 2019 - Chilometro a cronometro: vincitore
Berlino 2020 - Velocità a squadre: 4º
Berlino 2020 - Chilometro a cronometro: 2º
Saint-Quentin-en-Yvelines 2022 - Inseguimento a squadre: 6º
Saint-Quentin-en-Yvelines 2022 - Chilometro a cronometro: 15º

### Competizioni europee
- Campionati europei

Cottbus 2007 - Velocità a squadre Junior: vincitore
Cottbus 2007 - Velocità Junior: 5º
Pruszków 2008 - Velocità a squadre Junior: vincitore
Pruszków 2008 - Chilometro a cronometro Junior: vincitore
Pruszków 2008 - Velocità Junior: vincitore
Minsk 2009 - Chilometro a cronometro Under-23: 5º
Minsk 2009 - Keirin Under-23: 8º
San Pietroburgo 2010 - Keirin Under-23: 2º
San Pietroburgo 2010 - Velocità Under-23: 8º
San Pietroburgo 2010 - Chilometro a cronometro Under-23: vincitore
Anadia 2011 - Chilometro a cronometro Under-23: vincitore
Anadia 2011 - Velocità a squadre Under-23: 4º
Anadia 2011 - Velocità Under-23: 7º
Anadia 2011 - Keirin Under-23: 5º
Anadia 2012 - Chilometro a cronometro Under-23: vincitore
Anadia 2012 - Velocità a squadre Under-23: 2º
Anadia 2012 - Velocità Under-23: 6º
Anadia 2012 - Keirin Under-23: 12º
Apeldoorn 2013 - Keirin: 6º
Baie-Mahault 2014 - Chilometro a cronometro: 3º
Baie-Mahault 2014 - Keirin: 10º
Grenchen 2015 - Velocità a squadre: 4º
Grenchen 2015 - Velocità: 12º
Saint-Quentin-en-Yvelines 2016 - Chilometro a cronometro: vincitore
Saint-Quentin-en-Yvelines 2016 - Velocità a squadre: 4º
Saint-Quentin-en-Yvelines 2016 - Velocità: 6º
Berlino 2017 - Velocità a squadre: vincitore
Berlino 2017 - Chilometro a cronometro: 3º
Berlino 2017 - Keirin: 13º
Glasgow 2018 - Velocità a squadre: 2º
Glasgow 2018 - Chilometro a cronometro: 4º
Glasgow 2018 - Keirin: 4º
Apeldoorn 2019 - Velocità a squadre: 3º
Apeldoorn 2019 - Chilometro a cronometro: vincitore
Monaco di Baviera 2022 - Inseguimento a squadre: vincitore
Monaco di Baviera 2022 - Chilometro a cronometro: 7º
Grenchen 2023 - Inseguimento a squadre: 3°